# Eupelmus curculionis
Eupelmus curculionis is een vliesvleugelig insect uit de familie Eupelmidae. De wetenschappelijke naam is voor het eerst geldig gepubliceerd in 1935 door Ferrière.